# Valeria Mariagrazia Palmieri
Valeria Mariagrazia Palmieri (Aci Catena, 18 ottobre 1993) è una pallanuotista italiana, centroboa del Ferencvaros e della Nazionale italiana.

## Palmarès

### Club
- Campionato italiano: 6

Orizzonte Catania: 2010-11, 2018-19, 2020-21, 2021-22, 2022-23, 2023-24
- Coppe Italia: 5

Orizzonte Catania: 2011-12, 2012-13, 2017-18, 2020-21, 2022-23
- FIN Cup: 1

Orizzonte Catania: 2017-18
- Coppe LEN: 1

Orizzonte Catania: 2019
- Supercoppa LEN: 1

Orizzonte Catania: 2018-19
- Campionato ungherese: 1

Ferencvaros: 2024-25

### Nazionale
- Mondiali

Fukuoka 2023: 
- Europei

Spalato 2022: 
- World League

Kunshan 2014: 
Budapest 2019: 